# Трійця (фільм)
«Трійця» (італ. «Le dritte») — італійська кінокомедія режисера Маріо Амендоли, що вийшла 22 серпня 1958 року.

## Сюжет
Трьом дівчатам-подругам не щастить у коханні. Знайомі хлопці презирливо називають їх «тітоньками» за те, що дівчата фліртують, але не дозволяють їм ближчих відносин до весілля. Нагледівши собі трьох нерозлучних друзів, дівчата вибудовують підступний план, щоб ще більше зацікавити їх.

## У ролях
| Сандра Мондаїні  | ···· | Ріна   |
| Біче Валорі      | ···· | Една   |
| Моніка Вітті     | ···· | Офелія |
| Франко Фабріці   | ···· | Амлето |
| Ріккардо Гарроне | ···· | Лелло  |
| Паоло Панеллі    | ···· | Ерколе |

## Знімальна група
| Режисер    | ···· | Маріо Амендола    |
| Сценарій   | ···· | Маріо Амендола    |
| Оператор   | ···· | Серджо Пеше       |
| Композитор | ···· | Федеріко Кардуччі |
| Художник   | ···· | Іво Баттеллі      |
| Монтаж     | ···· | Етторе Сальві     |